# Вокруг света поневоле
«Вокруг света поневоле» (укр. Навколо світу мимоволі) — советский рисованный мультипликационный фильм созданным режиссёром Давидом Черкасским на студии «Киевнаучфильм» в 1972 году. Своеобразная авторская интерпретация «Вокруг света за 80 дней».

## Сюжет
Как-то раз бездомный мужичок искал место для ночлега. Но где бы он ни приткнулся, его кто-то тревожил. И тогда решил он лечь спать прямо в пушке. Однако, когда наш герой погрузился в долгожданный сон, орудием решили воспользоваться. И вот, спустя всего мгновение, мужчина оказался вместе со снарядом в воздухе. Он не знал, что ждет его впереди, а просто летел навстречу приключениям. Где же приземлится несчастный? Что ждет его на чужой земле? Удачным ли окажется его неожиданное путешествие?

## Художественные особенности
Художественный стиль картины сатирический, эксцентричный и «буйный», содержит много пародий и отсылок к массовой культуре. Что, в целом, присуще творческому методу Черкасского и в последствие заострилось в его работах. Действие насыщено физическим юмором, что роднит его с популярными образцами немой кинокомедии США.

## Создатели
- Авторы сценария: Феликс Камов, Александр Курляндский, Аркадий Хайт[6]
- Режиссёр: Давид Черкасский[7]
- Художник-постановщик: Радна Сахалтуев
- Оператор: Анатолий Гаврилов
- Композитор: Яков Лапинский
- Звукооператор: Леонид Мороз
- Редактор: Светлана Куценко
- Ассистенты: Константин Луценко, Валентин Параслов, Юная Сребницкая, Владимир Диман, Сергей Тесленко, Геннадий Назаренко
- Художники-мультипликаторы: Наталья Марченкова, Марк Драйцун, Александр Викен, Н. Бондарь, Наталия Богомолова, Михаил Титов, Галина Баринова, Сергей Дёжкин, Давид Черкасский
- Роль озвучивал: Георгий Кислюк
- Директор картины: Иван Мазепа